# Dean Acheson
Dean Gooderham Acheson (Middletown, 11 de abril de 1893-Sandy Spring, 12 de octubre de 1971) fue un político estadounidense. Fue Secretario de Estado de los Estados Unidos durante la presidencia de Harry S. Truman entre 1949 y 1953, y principal artífice de la política exterior de su país en la Guerra Fría. También fue consejero de cuatro presidentes de Estados Unidos.

## Biografía
Después de graduarse en la Universidad de Yale y en la Escuela de Derecho Harvard, ejerció leyes en Washington D. C. En 1941 se unió al Ministerio de Asuntos Exteriores, donde se desempeñó después como subsecretario (1945–1947).
En 1947 ayudó a diseñar la Doctrina Truman y el Plan Marshall. Como ministro de relaciones exteriores bajo el mando de Harry S. Truman, promovió la formación de la OTAN y fue el principal forjador de la política exterior estadounidense en los primeros años de la Guerra Fría.
Durante las investigaciones del Temor rojo, apoyado por el senador Joseph McCarthy, Acheson rehusó despedir a cualquier presunto subversivo del Ministerio de Asuntos Exteriores, ni siquiera a Alger Hiss. Estableció las políticas de desconocimiento de la China comunista y ayudó al gobierno de Chiang Kai-shek en Taiwán, respaldando la contribución estadounidense al régimen colonial francés en Indochina.

## Distinciones
Después de abandonar el cargo, continuó asesorando a los siguientes presidentes. Su escrito Present at the Creation, ganó un Premio Pulitzer en 1970. Murió de un accidente cerebrovascular.